# Torre della Lopa
Der Torre della Lopa war ein befestigter Bauernhof aus den ersten Jahren des 17. Jahrhunderts im Viertel Soccavo der Stadt Neapel. Die Reste liegen auf dem Gebiet des ehemaligen Campo Sportivo Paradiso SSCN.

## Geschichte
In der Gegend zwischen Soccavo und den Camaldoli-Hügeln  finden sich noch die Reste des Gebäudes, das in den ersten Jahren des 17. Jahrhunderts (vor 1630) errichtet wurde. Es war ein befestigter Bauernhof, der „Wolfsturm“ benannt wurde, weil es zu dieser Zeit in dieser Gegend viele Wölfe gab. Im 19. Jahrhundert wurde er auch nach den früheren Besitzern „Ciotola“ genannt.